# Garabogaz
Garabogaz (ʁɑɾɑboˈʁɑð, russisch Гарабогаз, persisch قره‌بغاز) ist eine Stadt im Distrikt Türkmenbaşy in der Provinz Balkan in Turkmenistan an der Küste des Kaspischen Meeres. Bis 2002 hatte der Ort den Status einer Stadt mit dem Namen Bekdaş (bekˈdɑʃ, ru.: Бекдаш).

## Etymologie
Die Stadt erhält ihren Namen vom nahegelegenen Kara-Bogas-Gol (Garabogazköl). Atanyyazow schreibt, dass der Name sich ursprünglich auf die schmale Wasserstraße bezog, welche die Bucht mit dem Kaspischen Meer verband. Das Wasser in dem Kanal (turkmenisch „Gurgel“ = bogaz) war dunkler als das Wasser auf beiden Seiten, daher wurde es als „dunkel“ oder „schwarz“ (= gara) bezeichnet und daher das Kompositum garabogaz. Im Lauf der Zeit wurde der Name auf die Bucht bezogen und letztlich auf die Stadt übertragen. Der ursprüngliche Name „Bekdaş“ bezieht sich wohl auf einen kleinen Hügel in der Nähe. Heute ist dort eine Rundfunkantenne installiert. Die Herkunft der Wortwurzel bek ist unklar; daş bedeutet „Stein, Felsen“. Atanyyazov vermutet, dass sich diese Bezeichnung auf Stein bezieht, die man in der Gegend findet.

## Geographie
Die Siedlung liegt am Nordhang einer Anhöhe, welche sich zu einem schmalen Kamm auszieht. Dieser Höhenzug teilt die Bucht Kara-Bogas-Gol vom Kaspischen Meer. Nur ein schmaler Kanal südlich der Stadt bildet eine Verbindung. Dadurch gibt es haufenweise mineralische Ablagerungen in der hoch salinen Lagune. Das Gebiet gilt als eines von wenigen Orten weltweit, wo natürliche Ablagerungen von Natriumsulfat in kommerziell verwertbaren Massen vorkommen.

### Verkehr
Die Stadt liegt an der Straße R 18, welche Türkmenbaşy im Süden mit der Grenze von Kasachstan bei Temir Baba im Norden verbindet. Die Straße ist weitgehend ungepflastert. Garabogaz hat auch Anbindung an eine Frachtlinie einer Eisenbahn. 2018 wurden Pläne veröffentlicht, wonach der kleine Flugplatz erneuert werden soll.
In Garabogaz befindet sich die einzige Tankstelle zwischen Türkmenbaşy und der Grenze zu Kasachstan.

## Wirtschaft
In Garabogaz befinden sich die drei Harnstoff-Fabriken (urea/carbamide) von Turkmenistan. Eine Fabrik (Гарабогазкарбамид, Garabogaskarbamid) wurde von Mitsubishi Heavy Industries und GAP İnşaat (einer Tochter der Çalık Holding) für $1.3 Milliarden gebaut und am 18. September 2018 eingeweiht mit einer Kapazität von 1,16 Mio. t Urea pro Jahr. Zwischen Januar und Oktober 2019 produzierte die Fabrik in Garabogaz ca. 392.000 t Urea, wovon 261.000 t exportiert wurden. Die Fabrik betreibt ein Verladeterminal zur Verschiffung über das Kaspische Meer.
Eine Fabrik zur Mineralsalz-Herstellung aus der Sowjetzeit liegt 15 km nordöstlich der Stadt. Sie wurde zwischen 1963 und 1973 erbaut. Dort wird Natriumsulfat (Glaubersalz) sowie Epsomit. Die Kapazität soll bei 400.000 t Sodiumsulfat pro Jahr liegen. 1998 wurden nur 55.000 t hergestellt und 2018 26.000 t.

## Geschichte
Bis 1932 gehörte das Gebiet zu Kasachstan.

### Exil
Der Ort wird auch genutzt, um Verurteilte nach turkmenischem Recht ins supervised exile (beaufsichtigtes Exil) zu schicken.